# (29383) 1996 HA23
A (29383) 1996 HA23 a Naprendszer kisbolygóövében található aszteroida. Eric Walter Elst fedezte fel 1996. április 20-án.